# 葉燦
葉燦，字以冲，號曾城，直隸安慶府桐城縣人，明朝政治人物，同進士出身。

## 生平
万历二十八年（1600年）庚子舉人，為孝廉十四年，貧事筆耕，潜心理學。登四十一年（1613年）癸丑科进士，改翰林院庶吉士，四十四年授翰林院编修，养病。四十六年補原职，四十七年己未任會試同考官，得士十九人，本年养病。天啓二年（1622年）遷南京國子監司業，四年升右春坊右庶子兼翰林院侍读学士，掌右春坊印，以忤魏忠贤，五年被削籍为民。歸鄉築室栲栳峰（在今桐城市范岗镇境内）下，惟賦詩適志。崇禎初，起禮部右侍郎、协理詹事府事，教习庶吉士，二年（1629年）九月轉南京吏部侍郎，四年养病，晉禮部尚書。會修鳳陵工成，奉命越江告祭，往来勞勤，以病乞休。年七十八卒，謚文庄。所著有《讀書堂稿》、《天柱集》、《南中稿》、《庑下草》等 。

## 家族
曾祖葉茂春，祖葉奕，廪生；父葉應和，廪生。長子葉士璋，字允男，号玉山，承父荫官至户部郎中，著有《娱竹山房诗稿》。三子葉士瑛，崇祯七年進士，未任官而卒。